# Nur-Astanamoskén
Nur-Astanamoskén är en moské i Astana i Kazakstan. Den var en gåva av Qatars emir Hamad bin Khalifa.